# Wereldkampioenschap quizzen
Het Wereldkampioenschap Quizzen is een internationale quizcompetitie, jaarlijks georganiseerd door de International Quizzing Association (IQA), waaraan ruim 1500 mensen deelnemen uit meer dan 40 verschillende landen. Zij proberen simultaan de antwoorden te vinden op 240 quizvragen.

## Systeem
Deelnemers krijgen in totaal 240 vragen, die door een internationaal comité zijn opgesteld en vertaald en die vaak in twee door een korte pauze gescheiden blokken van 120 vragen zijn opgedeeld. Per blok van 120 vragen krijgt een deelnemer 1 uur de tijd (bij eerder edities bedroeg dit slechts 45 minuten), wat neerkomt op 30 seconden per vraag.
De vragen zijn sinds 2005 onderverdeeld in 8 categorieën van 30 stuks:
1. Vermaak: popmuziek, klassieke muziek, opera, jazz, wereldmuziek, televisie, radio, ballet, filmmuziek.
2. Lifestyle: menselijk lichaam, gezondheid & fitness, eten & drinken, kleding, mode, ontwerp, ambachten, toerisme.
3. Wereld: aardrijkskunde, steden, ruimte(vaart), uitvindingen, technologie, vervoer.
4. Wetenschap: exacte wetenschappen, sociale wetenschappen, fauna, flora.
5. Geschiedenis: geschiedenis, actua, ontdekkingen, beroemdheden, beschavingen.
6. Cultuur: schone kunsten, architectuur, wereldculturen, filosofie, musea, religie, mythologie.
7. Sport: sport, (computer)spellen, hobby's & vrijetijdsbesteding, records.
8. Media: film, literatuur, taal, strips.

## Geschiedenis
Quizzing, een Britse quizorganisatie, organiseerde voor de eerste keer een WK in 2003, met een vijftigtal Britse deelnemers. Sindsdien groeide het WK exponentieel mee met de internationale quizscène: de pas opgerichte IQA (International Quizzing Association) nam de organisatie over en breidde in 2004 uit tot vijf locaties (Engeland, België (lees: Vlaanderen), Estland, India en Maleisië) en driehonderd deelnemers. Een jaar later kwamen ook deelnames binnen uit Australië, Finland, Noorwegen en Singapore, en werd het huidige systeem met acht categorieën voor het eerst gebruikt - (gedeelde) zeges in de categorieën gingen naar deelnemers van zeven verschillende nationaliteiten. In 2006 leverde  een verdere groei 15 locaties op, waaronder Litouwen, Duitsland, Zwitserland, Liberia en Sri Lanka, met deelnemers uit Rusland, Frankrijk en Hongarije. In 2007 vond het WK op 2 juni plaats, met nieuwe locaties in de VS, India, Hongarije en Nederland (tot en met 2006 namen de Nederlanders deel aan de Belgische manche).
In 2008 vond het WK op 07 juni plaats. Letland was het eerste nieuwe land dat in 2008 een manche organiseerde, waarbij het zich bediende van de Russische taal. Ook de Filipijnen, Bangladesh, Canada, Zwitserland en Australië waren nieuwkomers. De editie van 2009 telde 24 nationaliteiten, waaronder Servië als nieuw land. In 2010 waren dat al 34 landen, en in totaal namen 1207 quizzers deel op 70 verschillende plaatsen. In 2023 deden 1570 quizzers mee uit 42 landen.

## Palmares
| Jaar | Winnaar                              | 2de                                  | 3de                                  | 4de                                  | 5de                                  |
| ---- | ------------------------------------ | ------------------------------------ | ------------------------------------ | ------------------------------------ | ------------------------------------ |
| 2004 | Kevin Ashman ( Verenigd Koninkrijk)  | Pat Gibson ( Ierland)                | Ashish ( India)                      | Nico Pattyn ( België)                | Frank Van Nieuwenhove ( België)      |
| 2005 | Kevin Ashman ( Verenigd Koninkrijk)  | Pat Gibson ( Ierland)                | Nico Pattyn ( België)                | Marc Van Springel ( België)          | Arul Mani ( India)                   |
| 2006 | Kevin Ashman ( Verenigd Koninkrijk)  | Pat Gibson ( Ierland)                | Nico Pattyn ( België)                | Marc Van Springel ( België)          | Olav Bjortomt ( Verenigd Koninkrijk) |
| 2007 | Pat Gibson ( Ierland)                | Kevin Ashman ( Verenigd Koninkrijk)  | Mark Bytheway ( Verenigd Koninkrijk) | Olav Bjortomt ( Verenigd Koninkrijk) | Jesse Honey ( Verenigd Koninkrijk)   |
| 2008 | Mark Bytheway ( Verenigd Koninkrijk) | Ronny Swiggers ( België)             | Tero Kalliolevo ( Finland)           | Kevin Ashman ( Verenigd Koninkrijk)  | Pat Gibson ( Ierland)                |
| 2009 | Kevin Ashman ( Verenigd Koninkrijk)  | Ronny Swiggers ( België)             | Mark Bytheway ( Verenigd Koninkrijk) | Olav Bjortomt ( Verenigd Koninkrijk) | Nico Pattyn ( België)                |
| 2010 | Pat Gibson ( Ierland)                | Kevin Ashman ( Verenigd Koninkrijk)  | Ronny Swiggers ( België)             | Tero Kalliolevo ( Finland)           | Olav Bjortomt ( Verenigd Koninkrijk) |
| 2011 | Pat Gibson ( Ierland)                | Kevin Ashman ( Verenigd Koninkrijk)  | Tero Kalliolevo ( Finland)           | Jesse Honey ( Verenigd Koninkrijk)   | Ronny Swiggers ( België)             |
| 2012 | Jesse Honey ( Verenigd Koninkrijk)   | Pat Gibson ( Ierland)                | Steve Perry ( USA)                   | Kevin Ashman ( Verenigd Koninkrijk)  | Olav Bjortomt ( Verenigd Koninkrijk) |
| 2013 | Pat Gibson ( Ierland)                | Tero Kalliolevo ( Finland)           | Kevin Ashman ( Verenigd Koninkrijk)  | Olav Bjortomt ( Verenigd Koninkrijk) | Ove Pöder ( Estland)                 |
| 2014 | Vikram Joshi ( India)                | Steve Perry ( Verenigde Staten)      | Kevin Ashman ( Verenigd Koninkrijk)  | Olav Bjortomt ( Verenigd Koninkrijk) | Pat Gibson ( Ierland)                |
| 2015 | Olav Bjortomt ( Verenigd Koninkrijk) | Kevin Ashman ( Verenigd Koninkrijk)  | Pat Gibson ( Ierland)                | Tero Kalliolevo ( Finland)           | Holger Waldenberger ( Duitsland)     |
| 2016 | Kevin Ashman ( Verenigd Koninkrijk)  | Olav Bjortomt ( Verenigd Koninkrijk) | Pat Gibson ( Ierland)                | Mark Grant ( Verenigd Koninkrijk)    | Ronny Swiggers ( België)             |
| 2017 | Kevin Ashman ( Verenigd Koninkrijk)  | Didier Bruyere ( Frankrijk)          | Pat Gibson ( Ierland)                | Tom Trogh ( België)                  | Ronny Swiggers ( België)             |
| 2018 | Olav Bjortomt ( Verenigd Koninkrijk) | Steve Perry ( USA)                   | Pat Gibson ( Ierland)                | Igor Habal ( Estland)                | Ronny Swiggers ( België)             |
| 2019 | Olav Bjortomt ( Verenigd Koninkrijk) | Steve Perry ( USA)                   | Tero Kalliolevo ( Finland)           | Kevin Ashman ( Verenigd Koninkrijk)  | Pat Gibson ( Ierland)                |
| 2020 | Ravikant Avva ( Singapore)           | Troy Meyer ( USA)                    | Victoria Groce ( USA)                | Ronny Swiggers ( België)             | Yogesh Raut ( USA)                   |
| 2021 | Ronny Swiggers ( België)             | Didier Bruyere ( Frankrijk)          | Tero Kalliolevo ( Finland)           | Olav Bjortomt ( Verenigd Koninkrijk) | Tom Trogh ( België)                  |
| 2022 | Didier Bruyere ( Frankrijk)          | Tom Trogh ( België)                  | Kresimir Stimac (Kroatië)            | Daoud Jackson ( Verenigd Koninkrijk) | Ronny Swiggers ( België)             |
| 2023 | Ronny Swiggers ( België)             | Victoria Groce ( USA)                | Evan Lynch ( Verenigd Koninkrijk)    | Tom Trogh ( België)                  | Olav Bjortomt ( Verenigd Koninkrijk) |
| 2024 | Victoria Groce ( USA)                | Daoud Jackson ( Verenigd Koninkrijk) | Ronny Swiggers ( België)             | Ian Bayley ( Verenigd Koninkrijk)    | Pat Gibson( Verenigd Koninkrijk)     |
| 2025 | Daoud Jackson ( Verenigd Koninkrijk) | Victoria Groce ( USA)                | Ronny Swiggers ( België)             | Ian Bayley ( Verenigd Koninkrijk)    | Evan Lynch ( Verenigd Koninkrijk)    |

## Beste Belgen
| Jaar | 1ste                | 2de                      | 3de                       | 4de                        | 5de                     |
| ---- | ------------------- | ------------------------ | ------------------------- | -------------------------- | ----------------------- |
| 2004 | Nico Pattyn 4de     | Frank Vannieuwenhove 5de | Erik Derycke 12de         | Lieven Van den Brande 16de | Jo Vandenbroucke 19de   |
| 2005 | Nico Pattyn 3de     | Marc Van Springel 4de    | Erik Derycke 9de          | Frank Vannieuwenhove 11de  | Marnix Baes 12de        |
| 2006 | Nico Pattyn 3de     | Marc Van Springel 4de    | Ronny Swiggers 6de        | Erik Derycke 9de           | Jo Vandenbroucke 13de   |
| 2007 | Ronny Swiggers 6de  | Nico Pattyn 9de          | Marnix Baes 26ste         | Erik Derycke 27ste         | Paul Arts 29ste         |
| 2008 | Ronny Swiggers 2de  | Nico Pattyn 6de          | Frank Vannieuwenhove 10de | Marnix Baes 12de           | Paul Arts 17de          |
| 2009 | Ronny Swiggers 2de  | Nico Pattyn 5de          | Tom Trogh 11de            | David Beck 15de            | Bernard Kreps 18de      |
| 2010 | Ronny Swiggers 3de  | Nico Pattyn 6de          | Erik Derycke 9de          | David Beck 10de            | Tom Trogh 11de          |
| 2011 | Ronny Swiggers 5de  | Nico Pattyn 7de          | Tom Trogh 10de            | Marnix Baes 38ste          | Erik Derycke 39ste      |
| 2012 | Ronny Swiggers 8ste | Tom Trogh 12de           | Nico Pattyn 15de          | Bernard Kreps 18de         | Erik Derycke 26ste      |
| 2013 | Ronny Swiggers 8ste | Tom Trogh 14de           | Nico Pattyn 20ste         | Bernard Kreps 35ste        | David Beck 46ste        |
| 2014 | Ronny Swiggers 7de  | Nico Pattyn 8ste         | Tom Trogh 11de            | Bernard Kreps 17de         | Marnix Baes 32ste       |
| 2015 | Tom Trogh 7de       | Ronny Swiggers 8ste      | Nico Pattyn 10de          | David Beck 22ste           | Derk De Graaf 31ste     |
| 2016 | Ronny Swiggers 5de  | Tom Trogh 6de            | Nico Pattyn 15de          | Marnix Baes 41ste          | Paul Arts 44ste         |
| 2017 | Tom Trogh 4de       | Ronny Swiggers 5de       | Nico Pattyn 25ste         | Marnix Baes 48ste          | Bernard Kreps 51ste     |
| 2018 | Ronny Swiggers 5de  | Tom Trogh 8ste           | Nico Pattyn 10de          | David Beck 18de            | Bernard Kreps 45ste     |
| 2019 | Ronny Swiggers 6de  | Tom Trogh 11de           | David Beck 21ste          | Nico Pattyn 26ste          | Lander Frederickx 29ste |
| 2020 | Ronny Swiggers 4de  | Tom Trogh 7de            | Lander Frederickx 17de    | Dries Van De Sande 27ste   | David Beck 29ste        |
| 2021 | Ronny Swiggers 1ste | Tom Trogh 5de            | Lander Frederickx 16de    | Dries Van De Sande 27ste   | Gerben Smit 30ste       |
| 2022 | Tom Trogh 2de       | Ronny Swiggers 5de       | Lander Frederickx 11de    | Nico Pattyn 21ste          | Bernard Kreps 28ste     |
| 2023 | Ronny Swiggers 1ste | Tom Trogh 4e             | Lander Frederickx 20ste   | Dries Van De Sande 21ste   | Maurice D'hiet 24ste    |
| 2024 | Ronny Swiggers 3de  | Tom Trogh 13de           | Gertjan Dugardein 26ste   | David Beck 35ste           | Maurice D'hiet 37ste    |
| 2025 | Ronny Swiggers 3de  | Tim Van der Heyden 8ste  | Tom Trogh 12de            | Lander Frederickx 13de     | Maurice D'hiet 17de     |

## Beste Nederlanders
| Jaar | 1ste                   | 2de                       | 3de                       |
| ---- | ---------------------- | ------------------------- | ------------------------- |
| 2004 | Derk De Graaf 70ste    | Guido Derksen 107de       | Rinus Uijl 163ste         |
| 2005 | Derk De Graaf 36ste    | Guido Derksen 146ste      | Hans van Doren 152ste     |
| 2006 | Derk De Graaf 27ste    | Maarten Coelingh 78ste    | Guido Derksen 162ste      |
| 2007 | Derk De Graaf 34ste    | Guido Derksen 105de       | Rob van Holt 108ste       |
| 2008 | Derk De Graaf 19de     | Peter Korrel 71ste        | John van Maris 134ste     |
| 2009 | Derk De Graaf 14de     | Peter Korrel 58ste        | John van Maris 154ste     |
| 2010 | Derk De Graaf 29ste    | Peter Korrel 59ste        | John van Maris 148ste     |
| 2011 | Derk De Graaf 43ste    | Peter Korrel 110de        | Mike Bax 264ste           |
| 2012 | Derk De Graaf 27ste    | Peter Korrel 106de        | Koen Hartsuiker 117de     |
| 2013 | Derk De Graaf 51ste    | Koen Hartsuiker 149ste    | Marcel Visschers 169ste   |
| 2014 | Derk De Graaf 37ste    | Koen Hartsuiker 85ste     | Ujjwal Deb 165ste         |
| 2015 | Guido ter Stege 134ste | Marcel Visschers 147ste   | Ujjwal Deb 148ste         |
| 2016 | Koen Hartsuiker 109de  | Ujjwal Deb 117de          | Guido ter Stege 164ste    |
| 2017 | Ujjwal Deb 177ste      | Guido ter Stege 190ste    | Abel Gilsing 246ste       |
| 2018 | Guido ter Stege 150ste | Ujjwal Deb 205de          | Paul Uijen 235ste         |
| 2019 | Guido ter Stege 82ste  | Ujjwal Deb 188ste         | Paul Uijen 276ste         |
| 2020 | Guido ter Stege 87ste  | Paul Uijen 267ste         | Diederick van Elst 344ste |
| 2021 | Guido ter Stege 44ste  | Diederick van Elst 101ste | Devrim Aslan 228ste       |
| 2022 | Ujjwal Deb 79ste       | Guido ter Stege 88ste     | Diederick van Elst 215de  |
| 2023 | Ujjwal Deb 80ste       | Guido ter Stege 119de     | Rik van Noord 186ste      |
| 2024 | Guido ter Stege 71ste  | Ujjwal Deb 81ste          | Randy Van Halen 236ste    |
| 2025 | Ujjwal Deb 72ste       | Guido ter Stege 78ste     | Rik van Noord 142ste      |